# Gemeses
Gemeses ist eine Gemeinde im Norden Portugals.
Gemeses gehört zum Kreis Esposende im Distrikt Braga, besitzt eine Fläche von 5,6 km² und hat 1113 Einwohner (Stand 19. April 2021).